# Taipana
Taipana (friülà Taipane, eslovè Tipána) és un municipi italià, dins de la província d'Udine. Forma part de l'Eslàvia friülana. L'any 2007 tenia 715 habitants. Limita amb els municipis d'Attimis, Kobarid (Eslovènia), Faedis, Lusevera i Nimis. Segons el cens de 1971, el 74,4% de la població són eslovens.

## Administració
| Període | Identitat  | Partit        |
| ------- | ---------- | ------------- |
| 2004-   | Elio Berra | Llista cívica |